# 사회민주노동자당 (네덜란드)
사회민주노동자당(네덜란드어: Sociaal-Democratische Arbeiderspartij; SDAP)은 1894년 창당된 네덜란드의 사회주의 정당이다. 1946년 자유사상민주동맹 당내 좌파와 합당하여 노동당이 되었다.